# Zeitung für Dich
Die Zeitung für Dich vollständiger Titel: Zeitung für Dich, ZfD; Wochenschrift des Altai für Politik, Wirtschaft, Jugend, Bildung und Kultur, ist eine deutschsprachige Zeitungsbeilage in Slawgorod in Sibirien. Sie bestand als Wochenzeitung von 1957 bis 2014 und ist das älteste bestehende deutschsprachige Periodikum in Russland.

## Geschichte
Am 15. Juni 1957 erschien die erste Ausgabe der Roten Fahne für die sowjetdeutsche Bevölkerung im Altaigebiet. Sie wurde vom Regionskomitee der KPdSU und vom Regionssowjet herausgegeben und berichtete über aktuelle Geschehnisse in der Region.
Die Zeitung erschien wöchentlich auf zwei Seiten, ab 1965 auf vier Seiten.
Seit 1985 konnte sie während der Zeit von Glasnost etwas freier und kritischer über die schwierige Geschichte der Russlanddeutschen berichten.
Seit 1991 hieß sie Zeitung für Dich und wurde von der Gebietsverwaltung herausgegeben. Sie berichtete weiter über Themen aus der Gegenwart und Vergangenheit der Russlanddeutschen, musste aber auf kritischere Beiträge über aktuelle Probleme in der Region weitgehend verzichten.
2014 stellte die Gebietsverwaltung das Erscheinen ein, da es nur noch wenige Leser und Abonnenten gab, und es auch fast keine Einnahmen aus Werbeeinnahmen gab. In dieser Zeit waren die viele Russlanddeutsche nach Deutschland übergesiedelt und in der jüngeren Generationen wurde die Sprache nur noch wenig gesprochen.
Seit dieser Zeit erscheint die Zeitung für Dich als monatliche Beilage der russischsprachigen Regionalzeitung Altajskaja Prawda. Die Redakteurinnen berichten weiter engagiert über Ereignisse der Russlanddeutschen in der Region. Sie erhoffen sich mehr Unterstützung durch russlanddeutsche Organisationen, um eine größere Verbreitung und Aufmerksamkeit für ihr Blatt zu erhalten.
Auflage
- 1957 500
- 1967 etwa 3.000 Abonnenten[4]
- 1985 etwa 4000
- 1990 etwa 2000
- 2003 etwa 1000

Chefredakteure
- Peter Mai, ?–1960
- Johann Schellenberg, 1960–1975
- Josef Schleicher, 1991–1998
- Maria Alexenko, vor 2003–nach 2011, 15 Jahre lang

## Erfahrungsbericht
2010 unterstützte die deutsche Medienberaterin Ulrike Fischer die Redaktion der Zeitung für Dich und berichtete darüber

„Es macht Spaß, mit klugen und freundlichen Menschen zusammenzuarbeiten.
Wöchentlich gibt unser 16-köpfiges Redaktionsteam die "Zeitung für Dich" heraus. Sie ist das einzige Blatt in Russland, das zu hundert Prozent in Deutsch erscheint. Auf 24 Seiten gibt es Politik, Wirtschaft, Wissenschaft und Wissenswertes aus aller Welt.
Zentrum unserer Berichterstattung sind dennoch die Stadt Slawgorod, der Altai-Krai und Russland.
Die technische Ausstattung ist dürftig. Redaktion und Layout teilen sich fünf Rechner, einen Scanner und drei Drucker.
Gedruckt wird auf etwas Ähnlichem wie Butterbrotpapier.
Diese durchsichtigen Blätter werden in den Drucker geschoben und alle fünf Versuche verheddert sich eines im Gerät. Der Papiermangel liegt nicht am Angebot, sondern am Geld. Die Zeitung ist staatlich und auf die Finanzen der Administration angewiesen.
Am bittersten für meine Kollegen ist jedoch, wenn der Lohn wochenlang ausbleibt.
Ich redigiere die Texte meiner Kolleginnen und recherchiere selbst. Zwischen Nowosibirsk, Omsk und Barnaul lauern eine Menge Themen.
Im Juli hat mich die 16-köpfige Redaktion zur Chefin vom Dienst ernannt.
Dieser Sommer war voller schwarzer Tage für uns. Eine nach der anderen sind sechs Mitarbeiterinnen nach Deutschland ausgereist. Allesamt Russlanddeutsche, die sich im "Vaterland" berechtigterweise weniger Alltagsnöte erhoffen.
Für alle kein leichter Schritt.“